# Саркісян Василь Надонович
Василь Надонович Саркісян (нар. 10 (15) березня 1922 — пом. 19 вересня 1968) — радянський військовик часів Другої світової війни, командир стрілецького взводу 1-ї стрілецької роти мотострілецького кулеметного батальйону 54-ї гвардійської танкової бригади (7-й гвардійський танковий корпус 3-ї гвардійської танкової армії), гвардії лейтенант. Герой Радянського Союзу (1943).

## Життєпис
Народився 15 березня 1922 року в місті Одесі в родині робітника. Вірмен. У 1939 році закінчив 9 класів, працював на взуттєвій фабриці.
До лав РСЧА призваний Сталінським РВК м. Одеси в травні 1941 року. Учасник німецько-радянської війни з червня 1941 року. Воював на Північно-Західному фронті. У липні 1941 року був важко поранений під Старою Русою. Після одужання направлений на навчання до Рязанського військового піхотного училища, яке закінчив у 1942 році.
З вересня 1942 року — знову в діючій армії, командир мотострілецького взводу. Воював на Південно-Західному, Сталінградському, 1-у Українському і 1-у Білоруському фронтах.
Особливо відзначився під час битви за Дніпро. За наказом командира батальйону, разом з дев'ятьма бійцями свого взводу, на плоту, спорудженому з підручних матеріалів, під сильним вогнем супротивника одним з перших форсував Дніпро, вибив ворога з траншей і зайняв оборону, чим сприяв безпечній переправі основних сил батальйону. Брав найактивнішу участь у нічній атаці по визволенню населених пунктів Трахтемирів і Великий Букрин.
У січні 1944 року був вдруге важко поранений під Житомиром. Після чотиримісячного лікування направлений до Вищої офіцерської бронетанкової школи в Ленінграді. Війну гвардії старший лейтенант В. Н. Саркісян закінчив на посаді ад'ютанта старшого батальйону автоматників 54-ї гвардійської танкової бригади. Проходив військову службу в складі Групи радянських опупаційних військ у Німеччині, в Закавказькому військовому окрузі. З квітня 1947 року гвардії капітан Саркісян — у запасі.
Мешкав у Одесі, працював на різних адміністративно-господарських посадах. Помер 19 вересня 1968 року, похований в Одесі на Другому Християнському кладовищі.

## Нагороди
Указом Президії Верховної Ради СРСР від 17 листопада 1943 року за зразкове виконання бойових завдань командування на фронті боротьби з німецькими загарбниками та виявлені при цьому відвагу і героїзм, гвардії лейтенантові Саркісяну Василю Надоновичу присвоєне звання Героя Радянського Союзу з врученням ордена Леніна і медалі «Золота Зірка» (№ 2094).
Також був нагороджений двома орденами Червоної Зірки (02.08.1943, 01.10.1943) і медалями.